# Fasciolariidae
Famille
Fasciolariidae est une famille de mollusques gastéropodes marins de l'ordre des Neogastropoda.

## Liste des genres
Selon World Register of Marine Species (26 novembre 2018) :
- genre Aegeofusinus Russo, 2017
- genre Africolaria Snyder, Vermeij & Lyons, 2012
- genre Africolithes Eames, 1957 †
- genre Amiantofusus Fraussen, Kantor & Hadorn, 2007
- genre Angulofusus Fedosov & Kantor, 2012
- genre Aptycholathyrus Cossmann & Pissarro, 1905 †
- genre Aptyxis Troschel, 1868
- genre Araiofusus Callomon & Snyder, 2017
- genre Aurantilaria Snyder, Vermeij & Lyons, 2012
- genre Australaria Snyder, Vermeij & Lyons, 2012
- genre Barbarofusus Grabau & Shimer, 1909
- genre Bellifusus Stephenson, 1941 †
- genre Benimakia Habe, 1958
- genre Boltenella Wade, 1917 †
- genre Brocchitas Finlay, 1927 †
- genre Bullockus Lyons & Snyder, 2008
- genre Calkota Squires & Saul, 2003 †
- genre Carinofusus Ceulemans, Landau & Van Dingenen, 2014 †
- genre Chryseofusus Hadorn & Fraussen, 2003
- genre Cinctura Hollister, 1957
- genre Clavellofusus Grabau, 1904 †
- genre Clavilithes Swainson, 1840 †
- genre Conradconfusus Snyder, 2002 †
- genre Crassibougia Stahlschmidt & Fraussen, 2012
- genre Cryptorhytis Meek, 1876 †
- genre Daphnobela Cossmann, 1896 †
- genre Dennantia Tate, 1888 †
- genre Dentifusus Vermeij & Rosenberg, 2003
- genre Dolicholatirus Bellardi, 1884
- genre Drilliovoluta Cossmann, 1925 †
- genre Drilluta Wade, 1916 †
- genre Eolatirus Bellardi, 1884 †
- genre Euthriofusus Cossmann, 1901 †
- genre Exilifusus Conrad, 1865 †
- genre Falsicolus Finlay, 1930 †
- genre Falsifusus Grabau, 1904 †
- genre Fasciolaria Lamarck, 1799
- genre Filifusus Snyder, Vermeij & Lyons, 2012
- genre Fractolatirus Iredale, 1936
- genre Fusilaria Snyder, 2013
- genre Fusinus Rafinesque, 1815
- genre Fusolatirus Kuroda & Habe, 1971
- genre Gemmocolus Maxwell, 1992 †
- genre Glaphyrina Finlay, 1926
- genre Granolaria Snyder, Vermeij & Lyons, 2012
- genre Granulifusus Kuroda & Habe, 1954
- genre Haplovoluta Wade, 1918 †
- genre Harasewychia Petuch, 1987
- genre Harfordia Dall, 1921
- genre Helolithus Agassiz, 1846 †
- genre Hemipolygona Rovereto, 1899
- genre Hercorhyncus Conrad, 1869 †
- genre Hesperaptyxis Snyder & Vermeij, 2016
- genre Kilburnia Snyder, Vermeij & Lyons, 2012
- genre Lamellilatirus Lyons & Snyder, 2008
- genre Lathyropsis Oostingh, 1939 †
- genre Latirogona Laws, 1944 †
- genre Latirolagena Harris, 1897
- genre Latirulus Cossmann, 1889
- genre Latirus Montfort, 1810
- genre Lepidocolus Maxwell, 1992 †
- genre Leucozonia Gray, 1847
- genre Lightbournus Lyons & Snyder, 2008
- genre Liochlamys Dall, 1889 †
- genre Lirofusus Conrad, 1865 †
- genre Lugubrilaria Snyder, Vermeij & Lyons, 2012
- genre Mancorus Olsson, 1931 †
- genre Mariafusus Petuch, 1988 †
- genre Marmorofusus Snyder & Lyons, 2014
- genre Mazzalina Conrad, 1960 †
- genre Micasarcina Squires & Saul, 2003 †
- genre Microcolus Cotton & Godfrey, 1932
- genre Microfulgur Finlay & Marwick, 1937 †
- genre Mylecoma Squires & Saul, 2003 †
- genre Neolatirus Bellardi, 1884 †
- genre Nodolatirus Bouchet & Snyder, 2013
- genre Nodopelagia Hedley, 1915
- genre Odontofusus Whitfield, 1892 †
- genre Okutanius Kantor, Fedosov, Snyder & Bouchet, 2018
- genre Ollaphon Iredale, 1929
- genre Opeatostoma Berry, 1958
- genre Parafusus Wade, 1918 †
- genre Pararetifusus Kosuge, 1967
- genre Parvofusus Tabanelli, 2014 †
- genre Peristernia Mörch, 1852
- genre Perse B. L. Clark, 1918 †
- genre Piestochilus Meek, 1864 †
- genre Plectocion Stewart, 1927 †
- genre Pleia Finlay, 1930 †
- genre Plesiolatirus Bellardi, 1884 †
- genre Pleuroploca P. Fischer, 1884
- genre Pliculofusus Snyder, Vermeij & Lyons, 2012 †
- genre Polygona Schumacher, 1817
- genre Priscofusus Conrad, 1865 †
- genre Profusinus Bandel, 2000 †
- genre Psammostoma Vermeij & Snyder, 2002 †
- genre Pseudaptyxis Petuch, 1988 †
- genre Pseudolatirus Bellardi, 1884 †
- genre Pullincola de Gregorio, 1894 †
- genre Pustulatirus Vermeij & Snyder, 2006

## Galerie

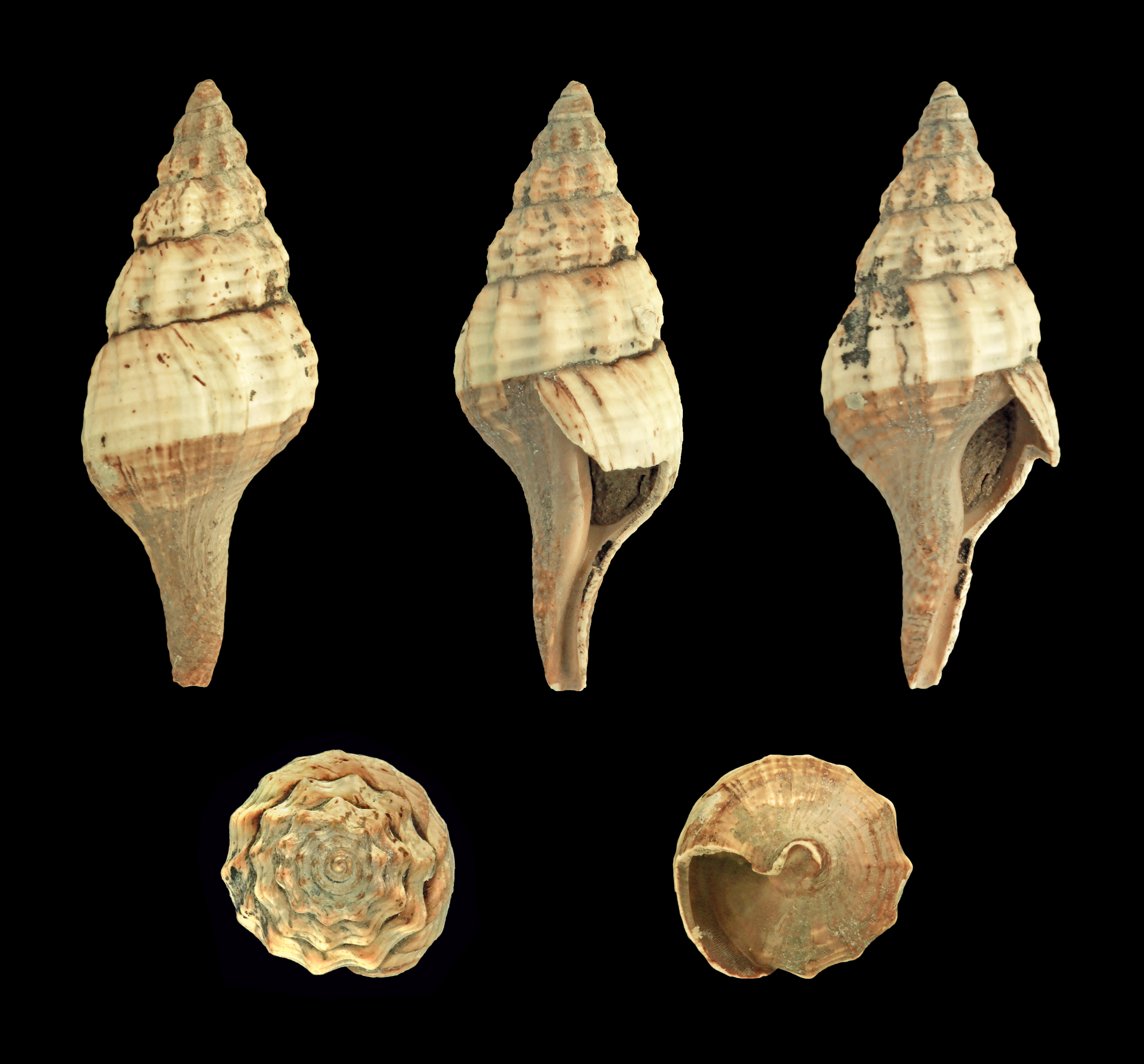
Aquilofusus semiglaber
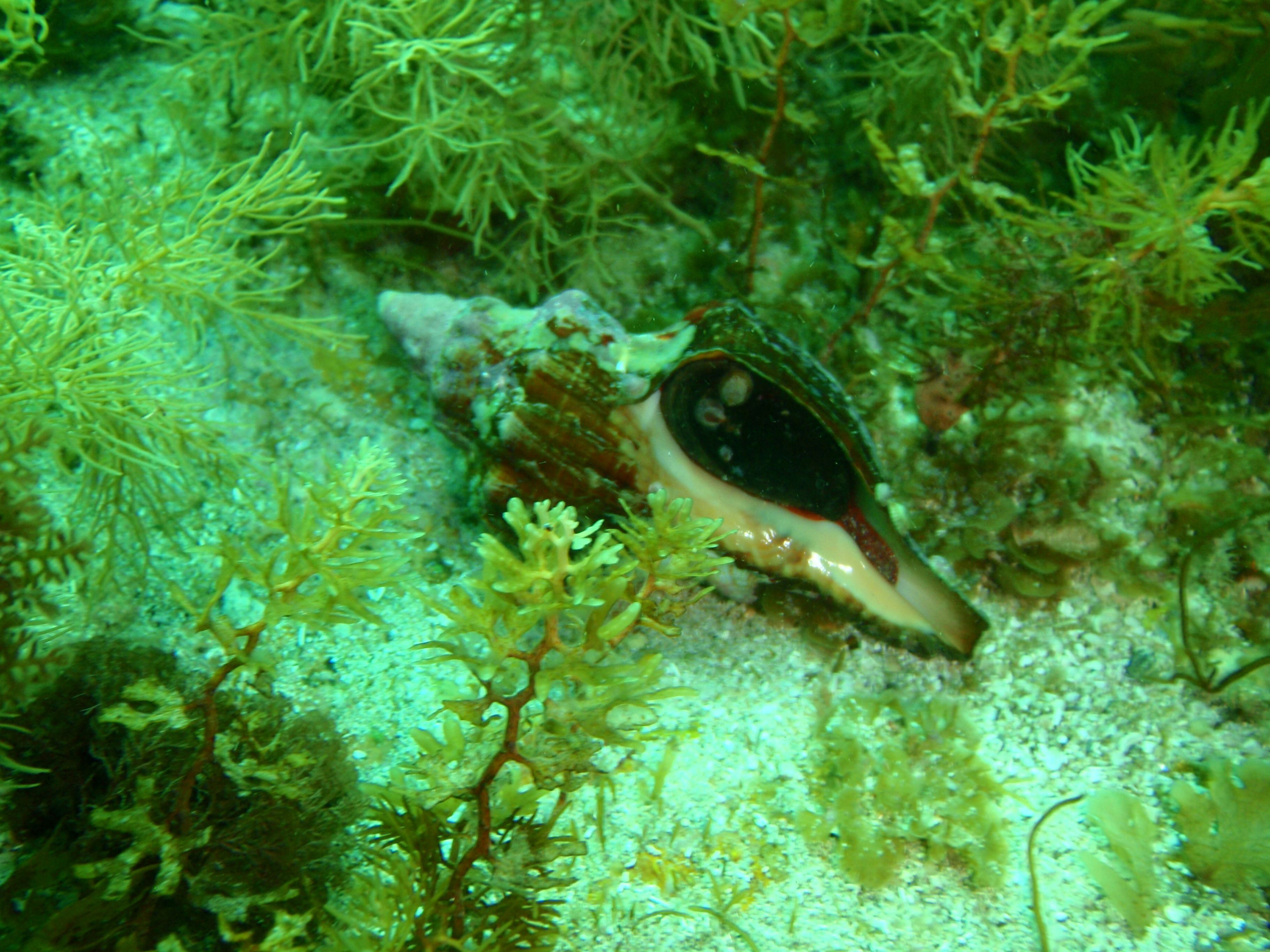
Australaria australasia
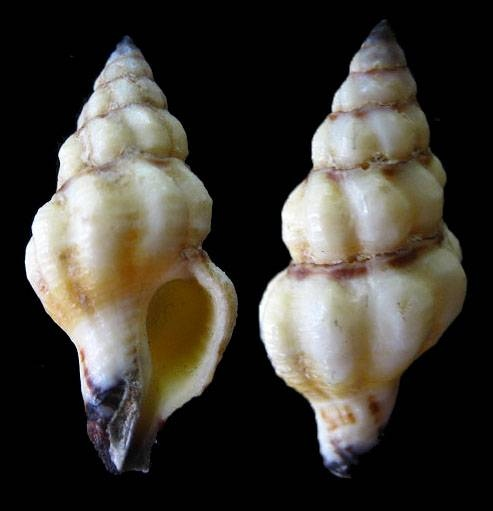
Benimakia marquesana
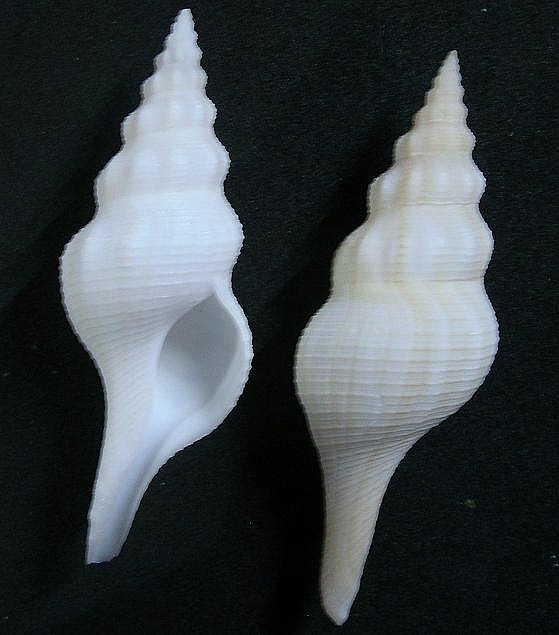
Chryseofusus jurgeni
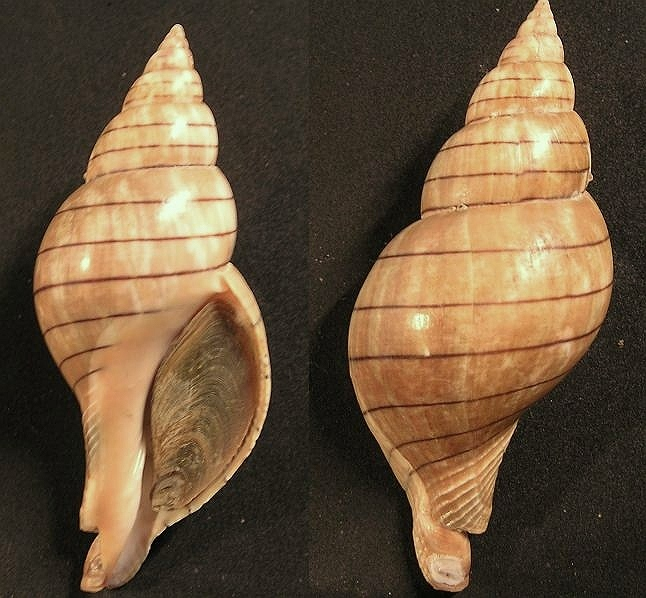
Cinctura hunteria
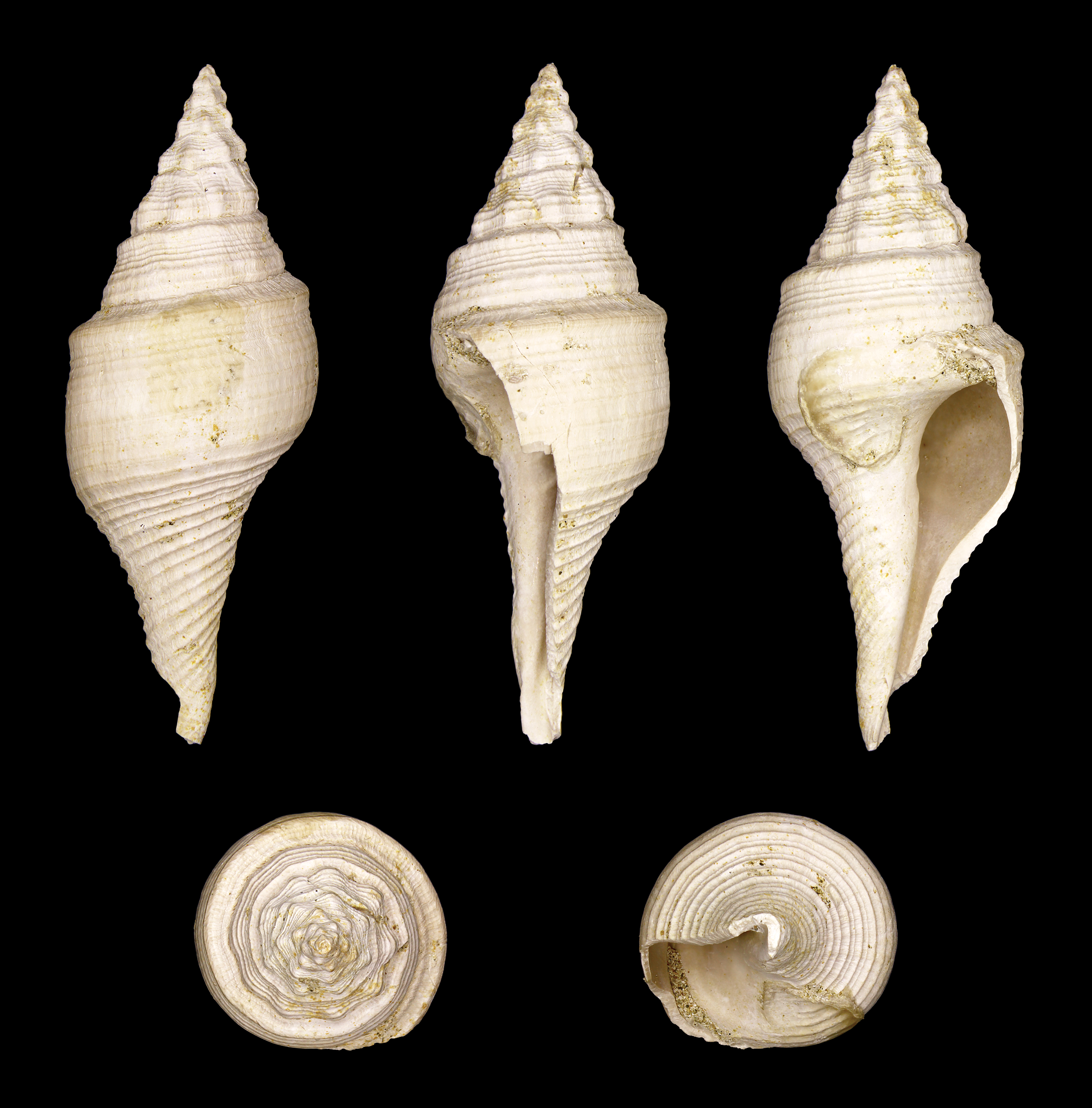
Clavilithes laevigatus
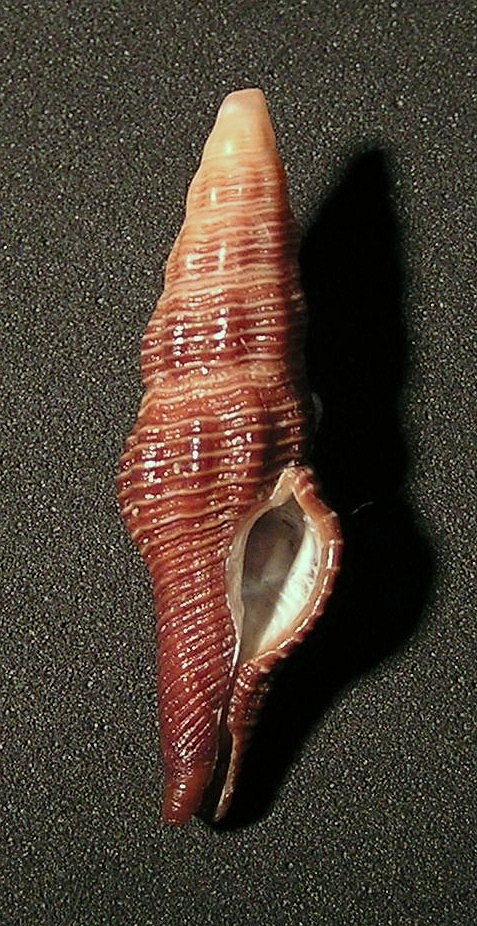
Dolicholatirus bairstowi
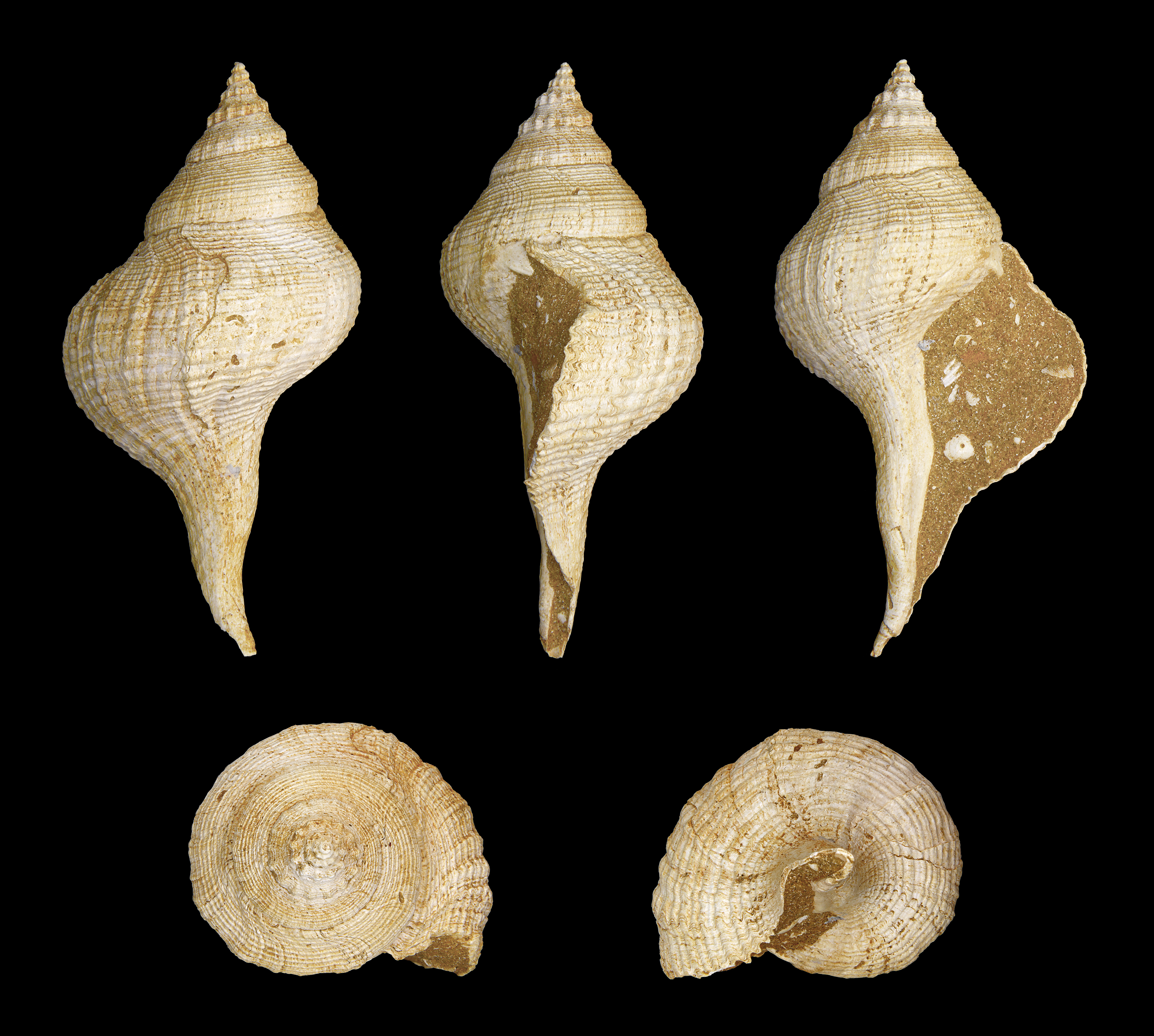
Euthriofusus burdigalensis
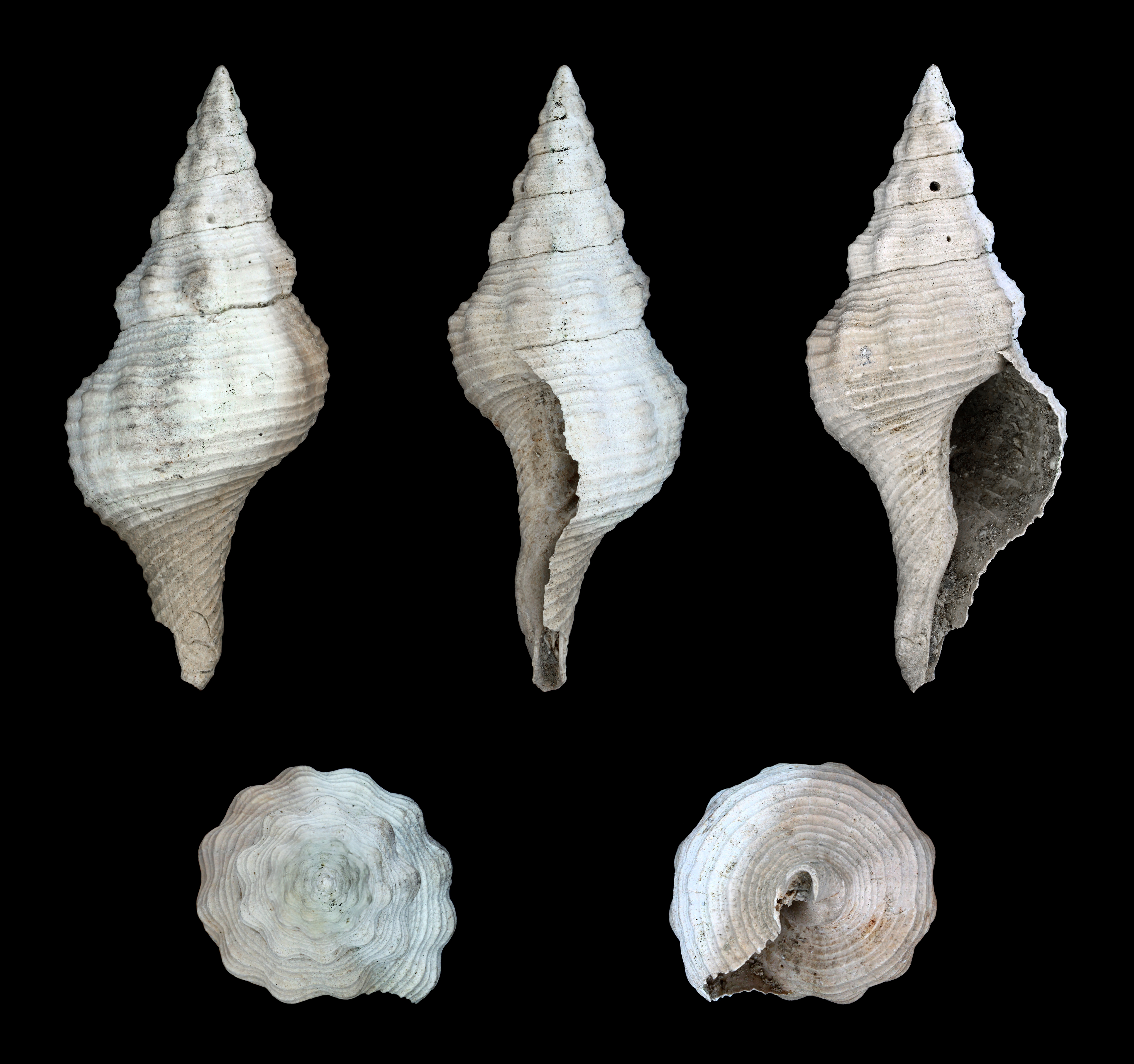
Fasciolaria scalarina
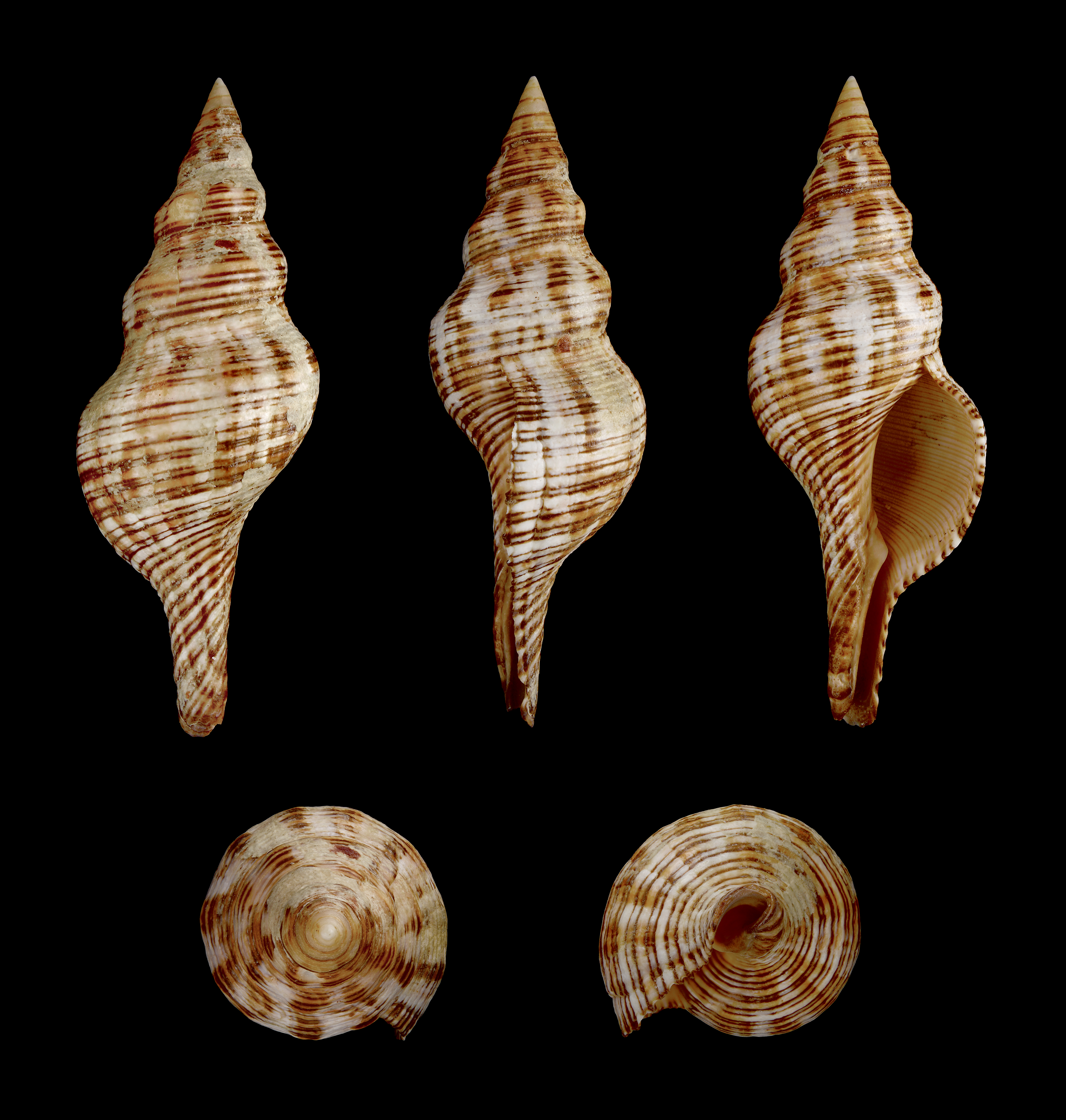
Filifusus filamentosus
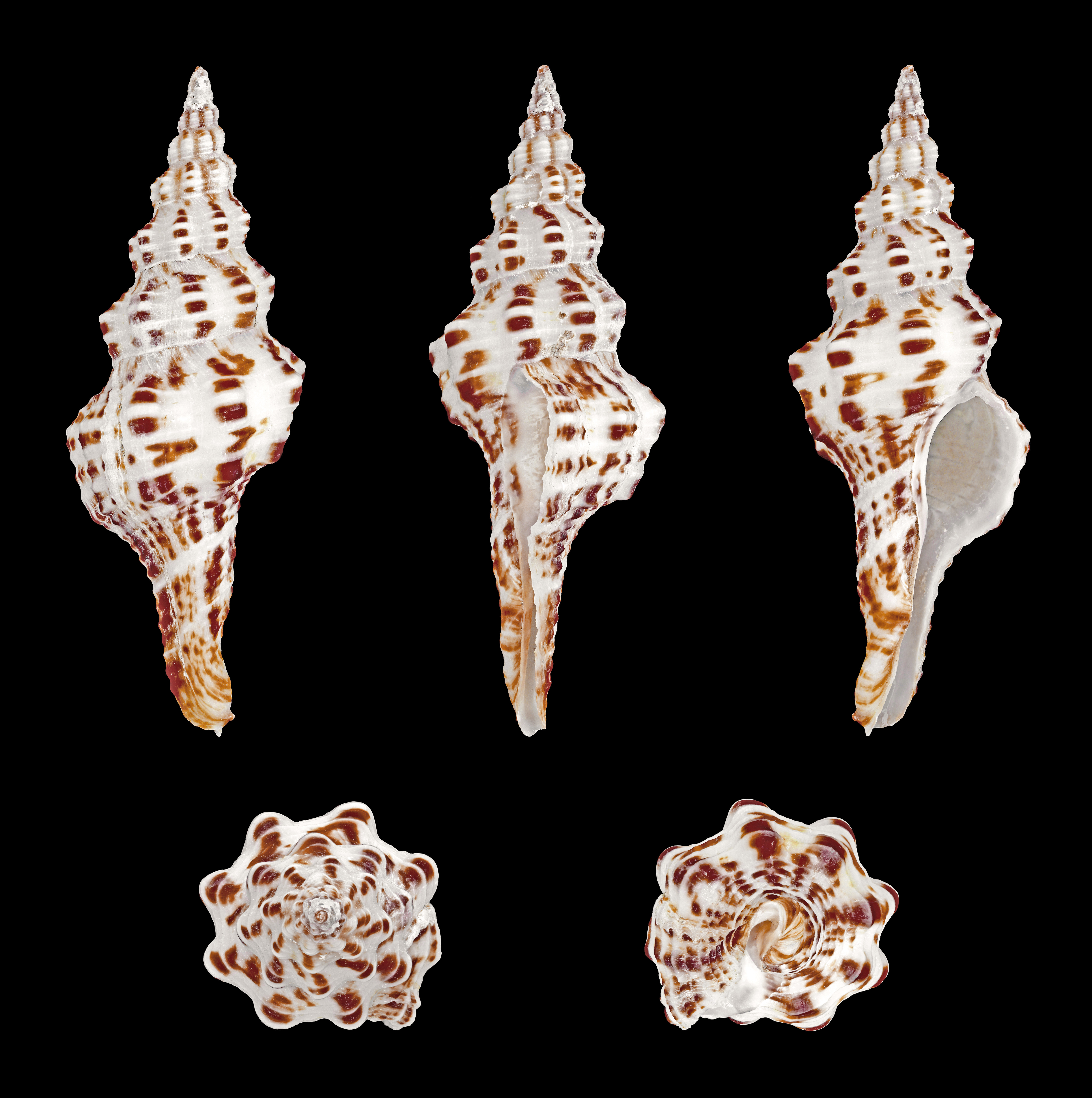
Fusinus polygonoides
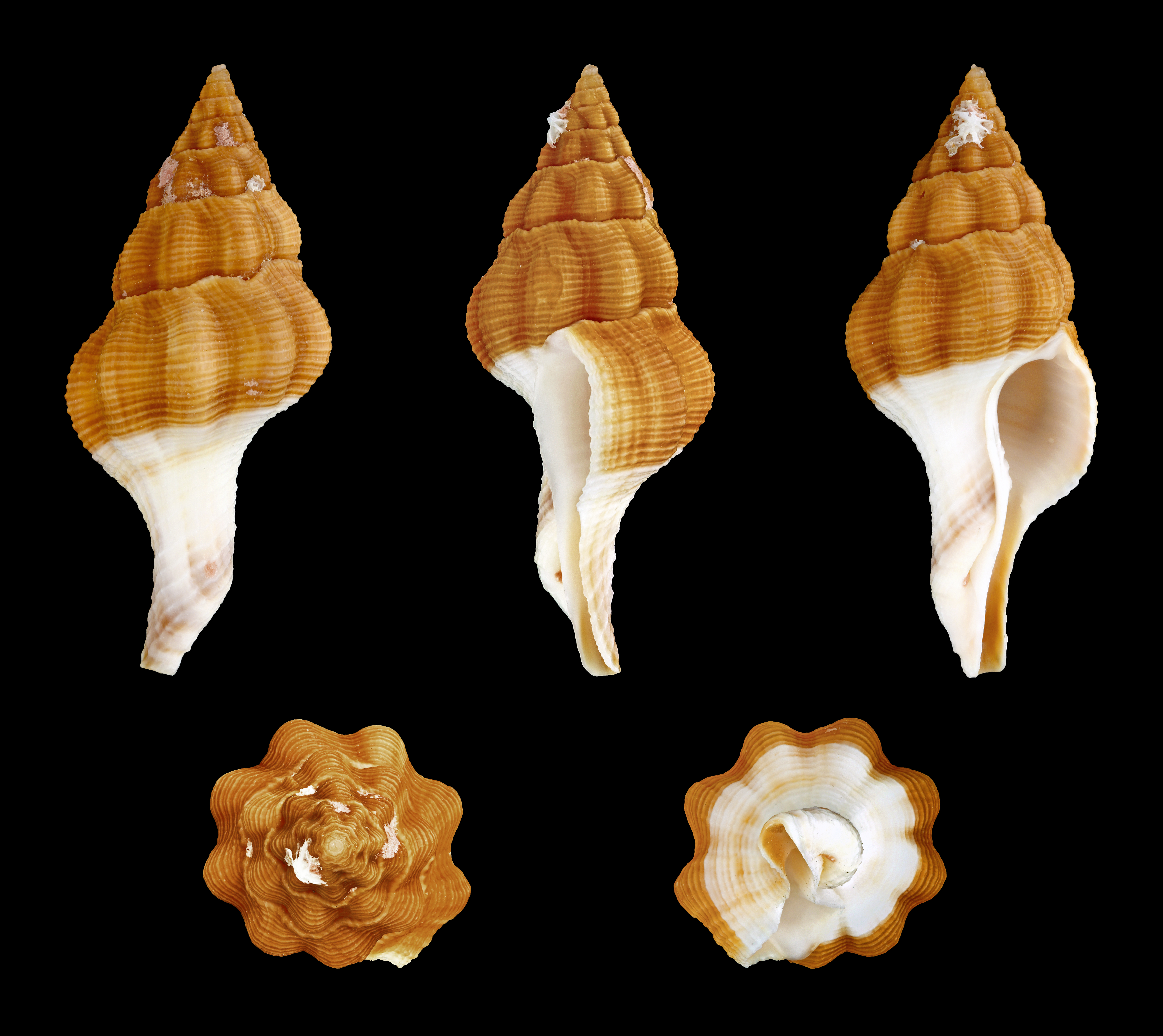
Fusolatirus paetelianus
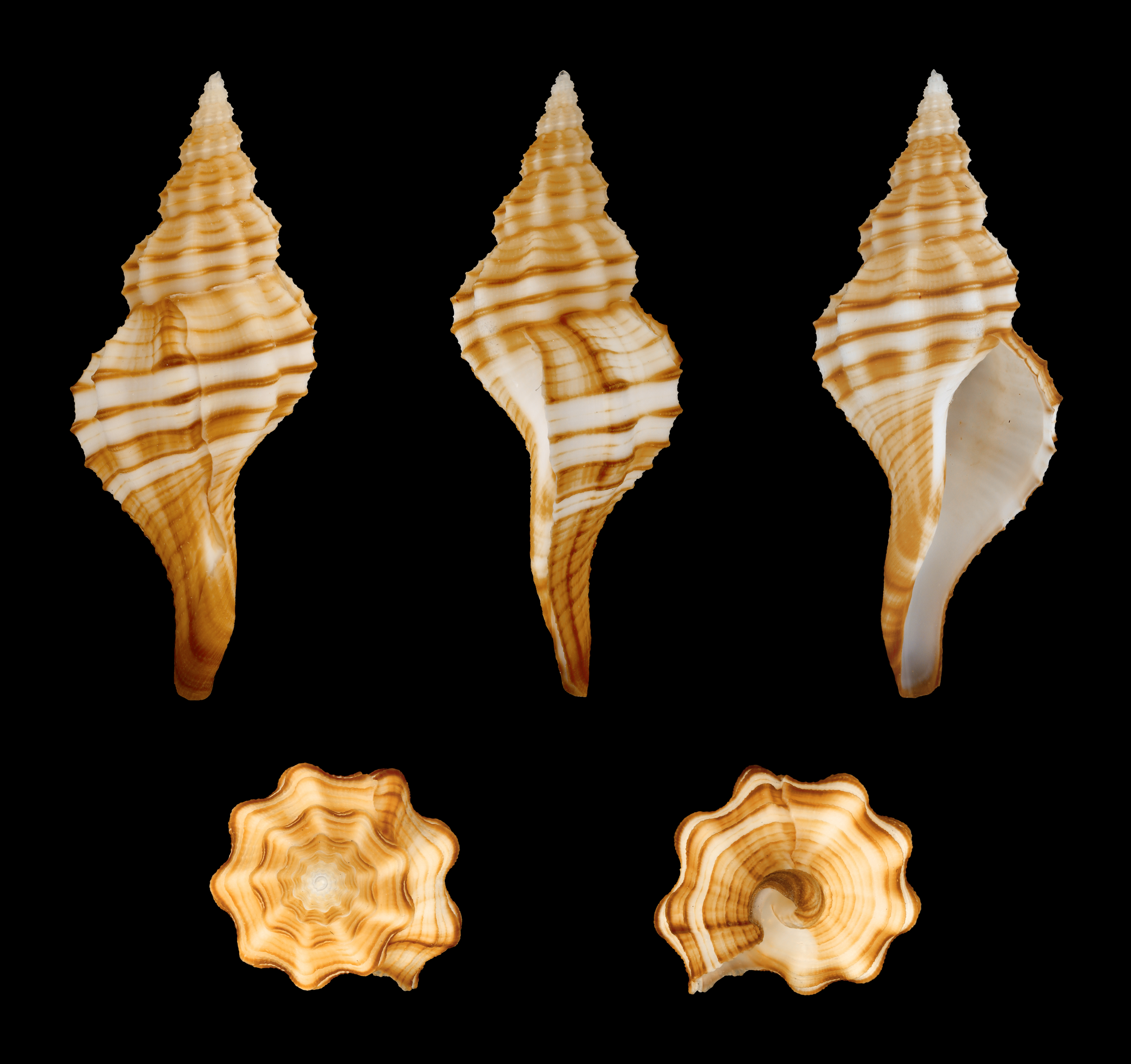
Granulifusus dondani
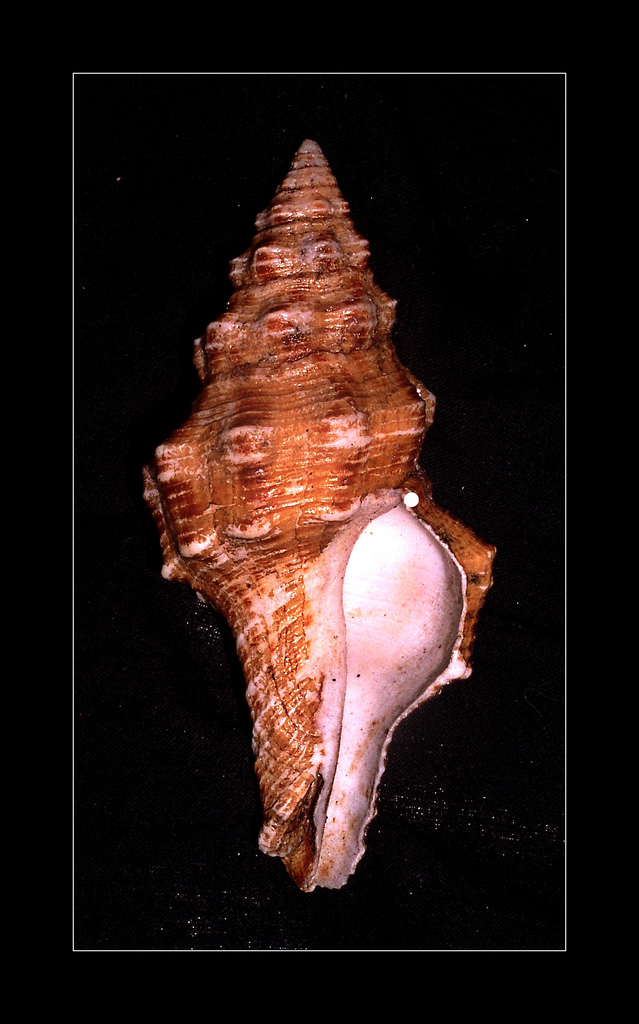
Latirus polygonus
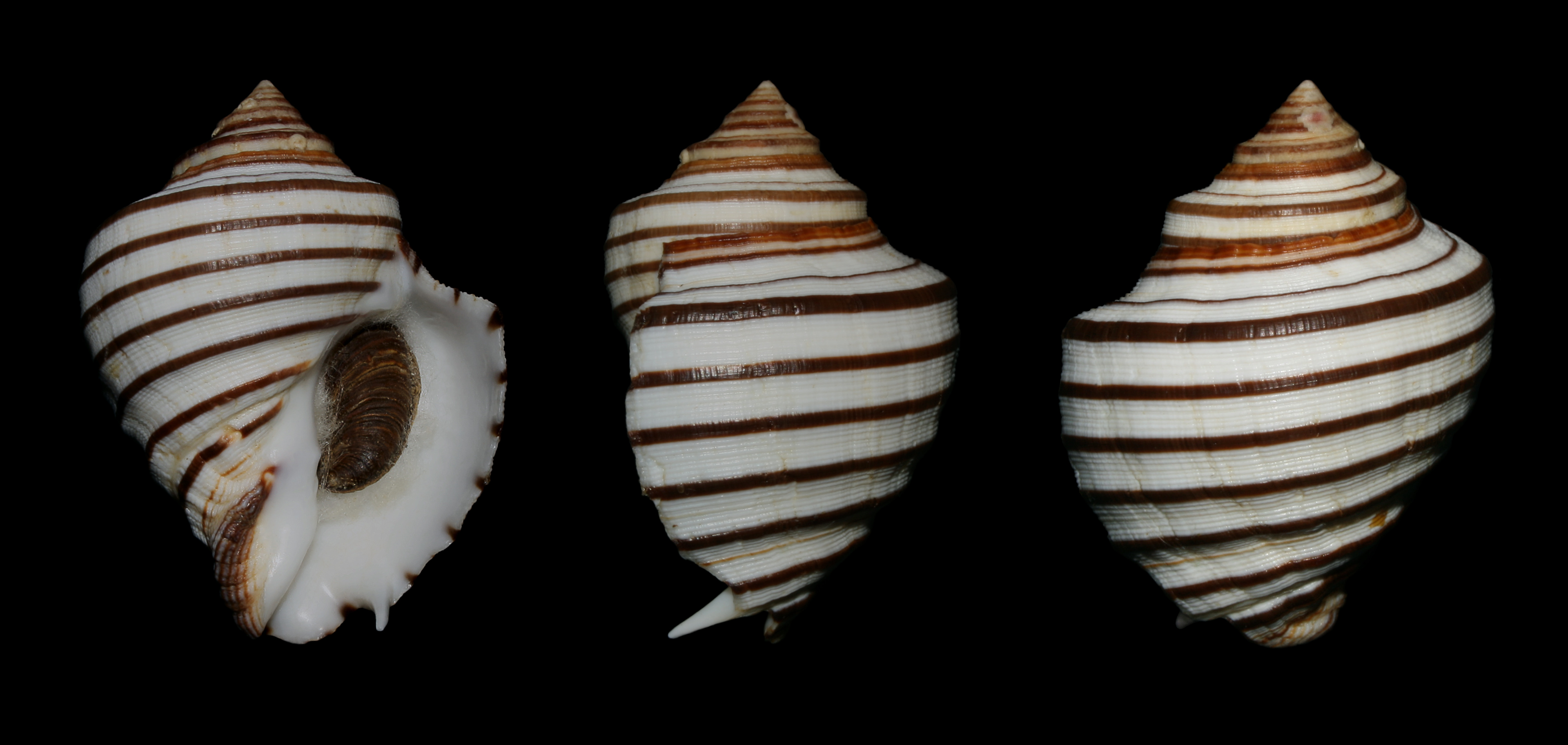
Opeatostoma pseudodon
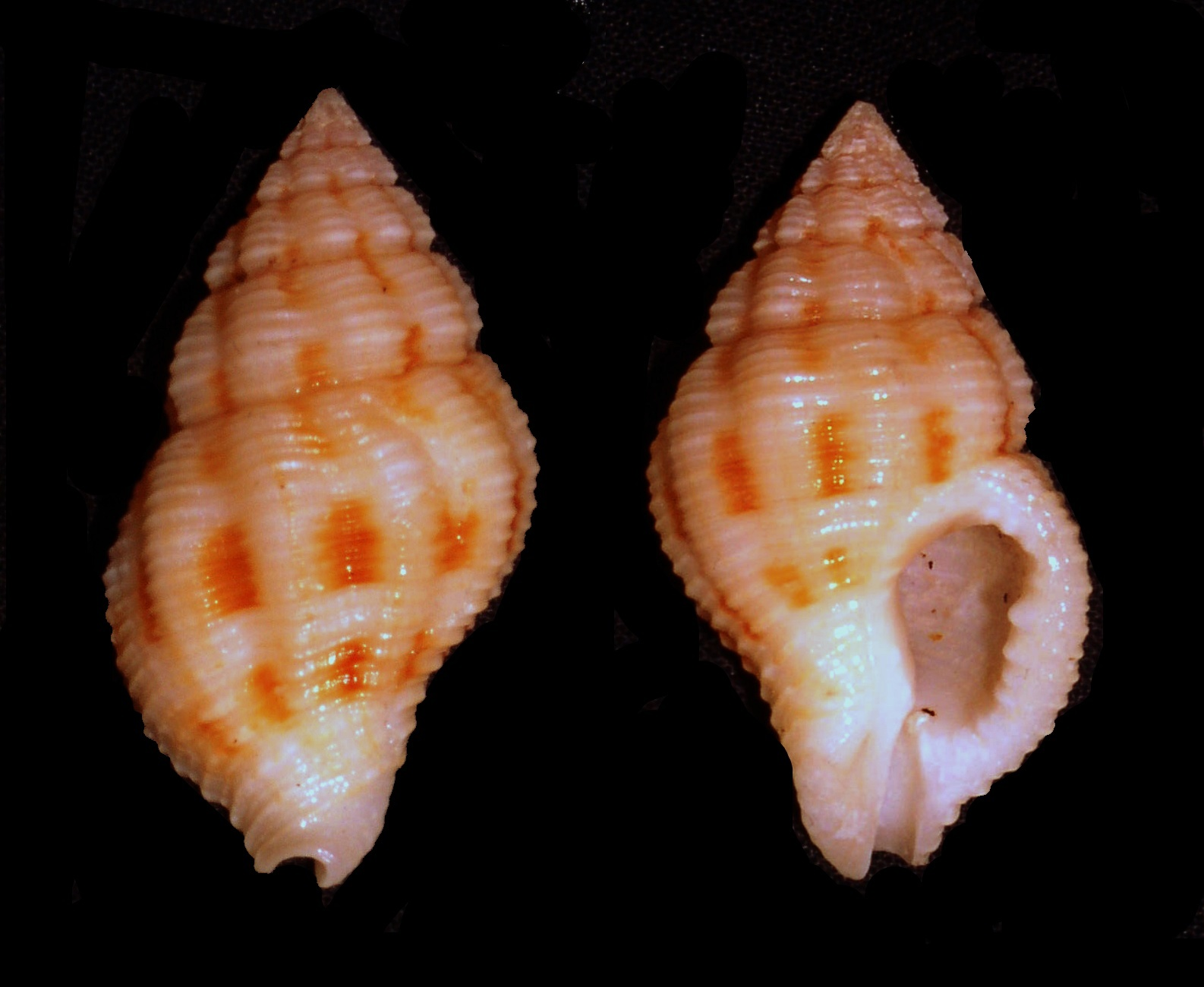
Peristernia nassatula
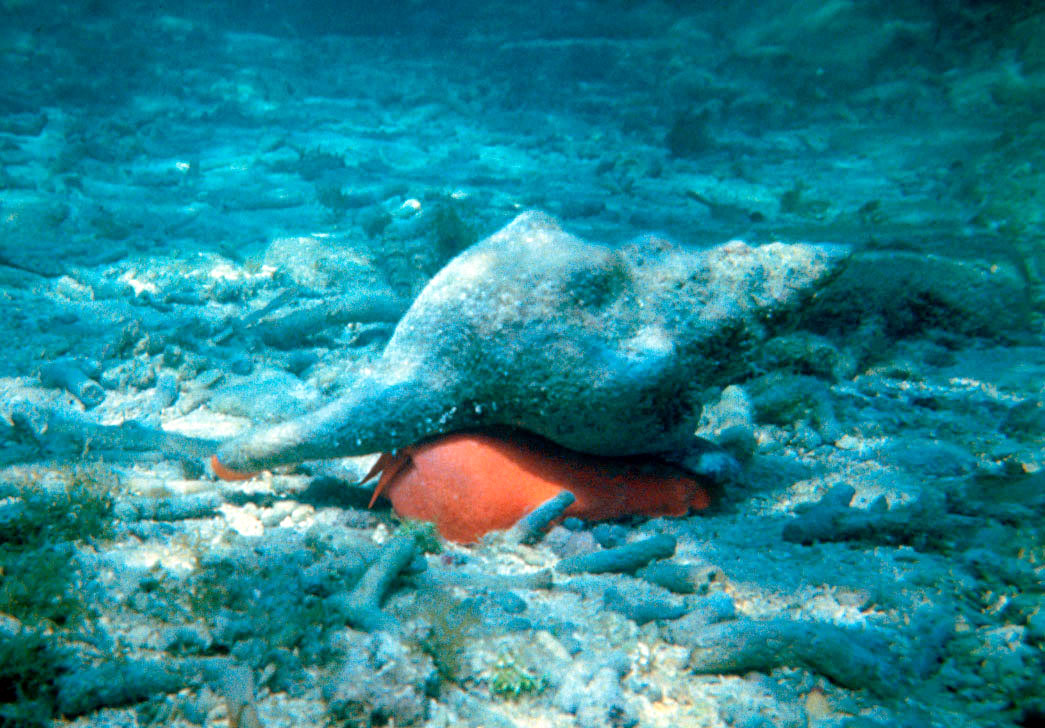
Pleuroploca gigantea
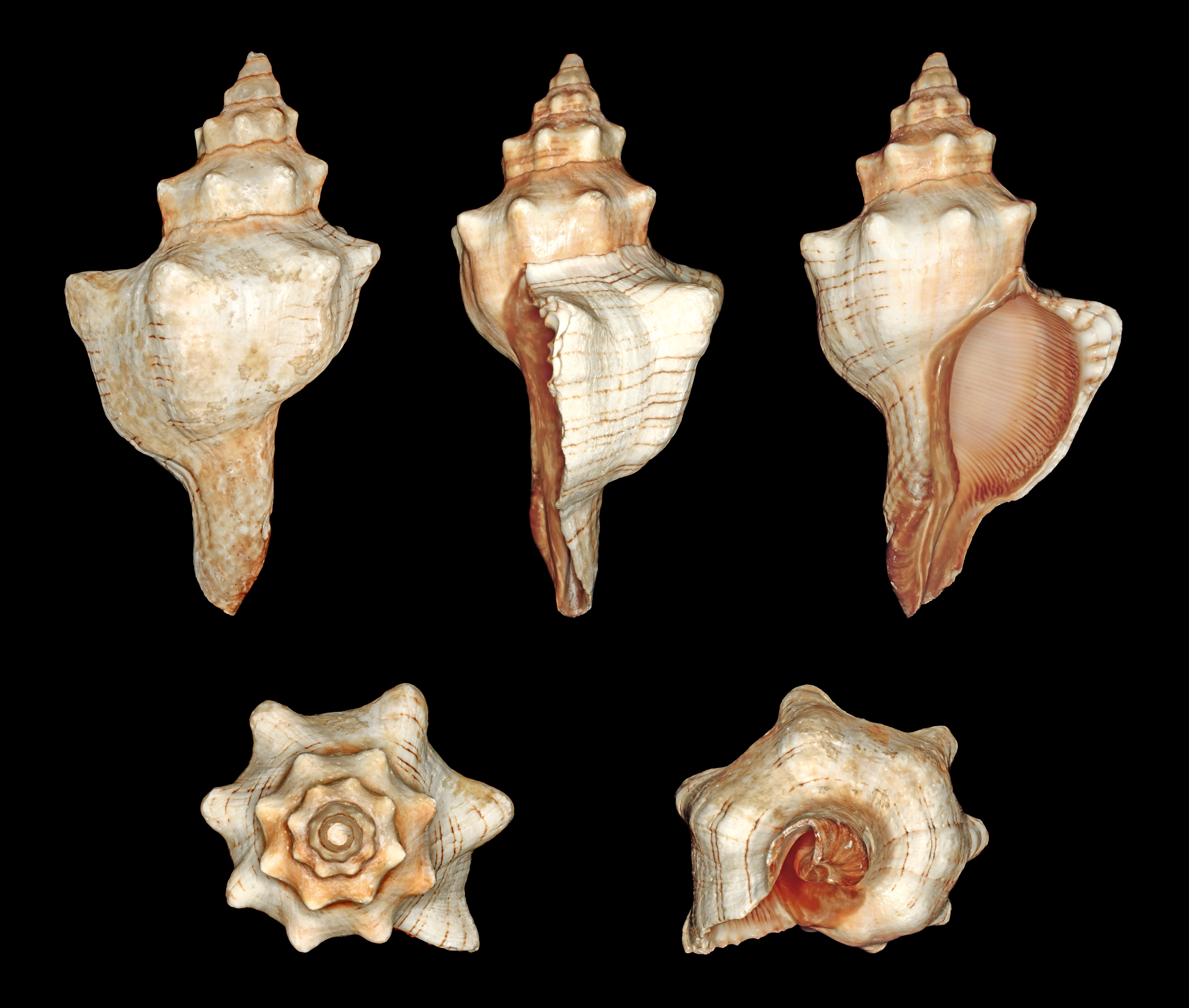
Pleuroploca trapezium
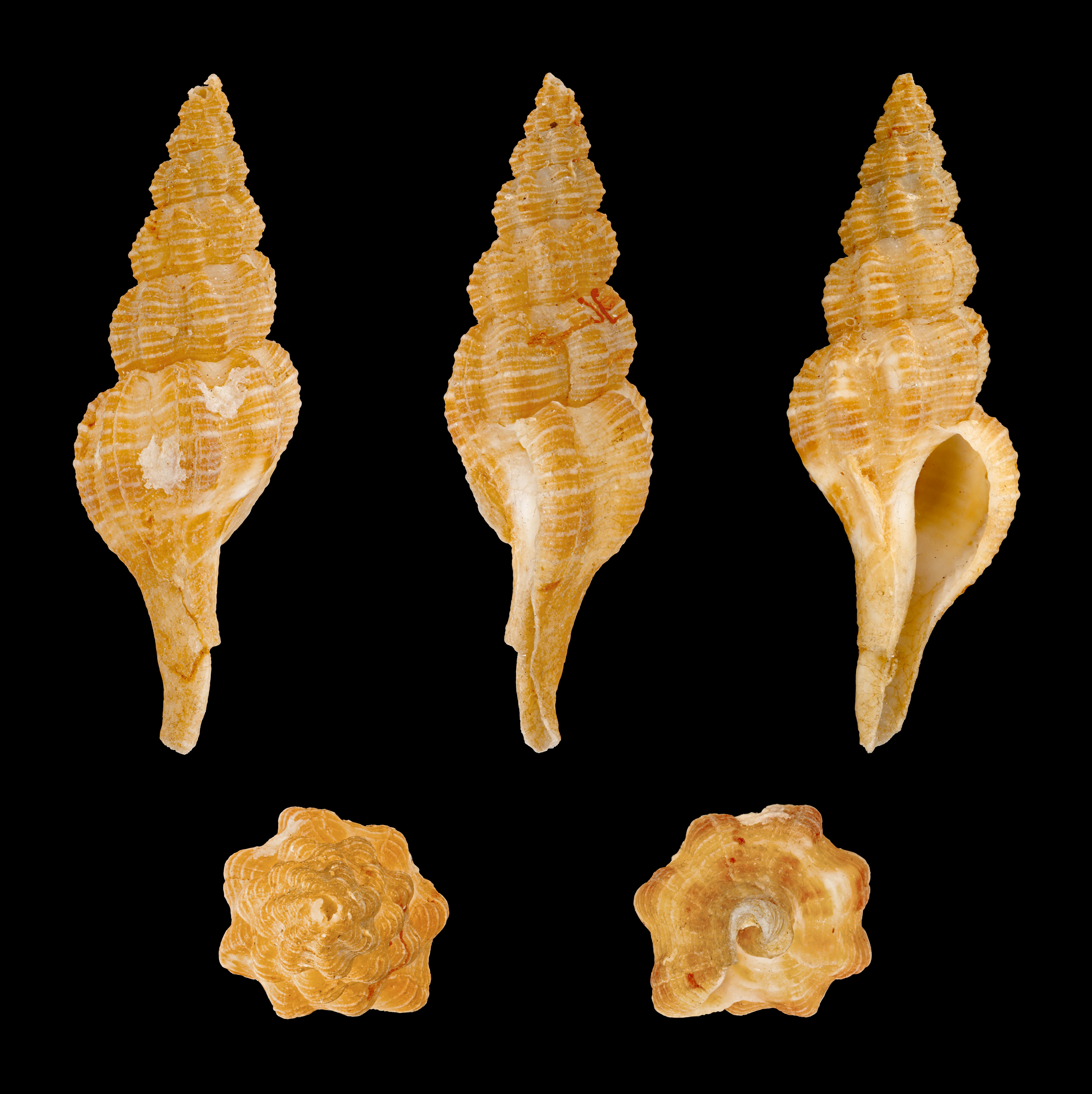
Pseudolatirus kuroseanus
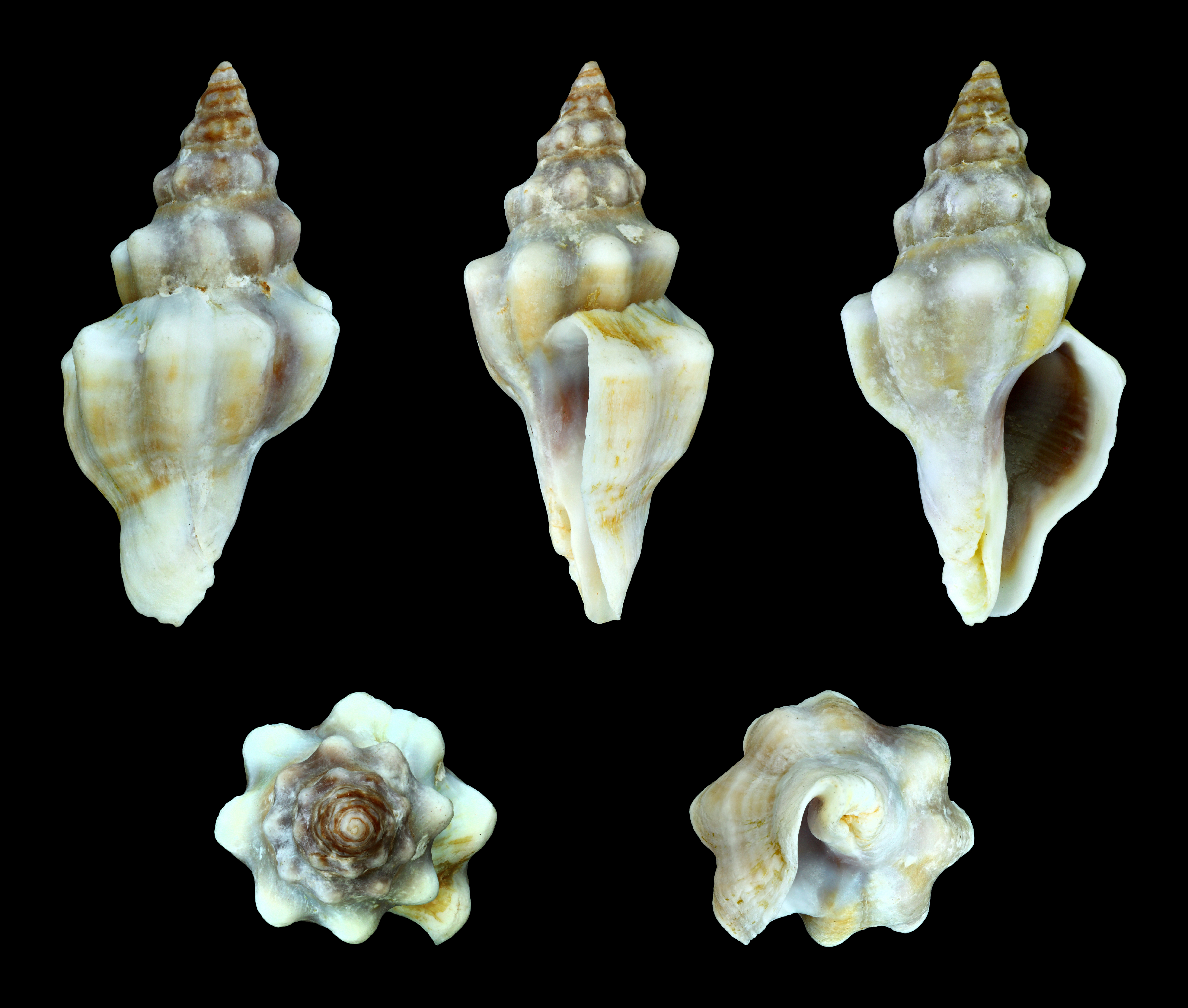
Tarantinaea lignarius
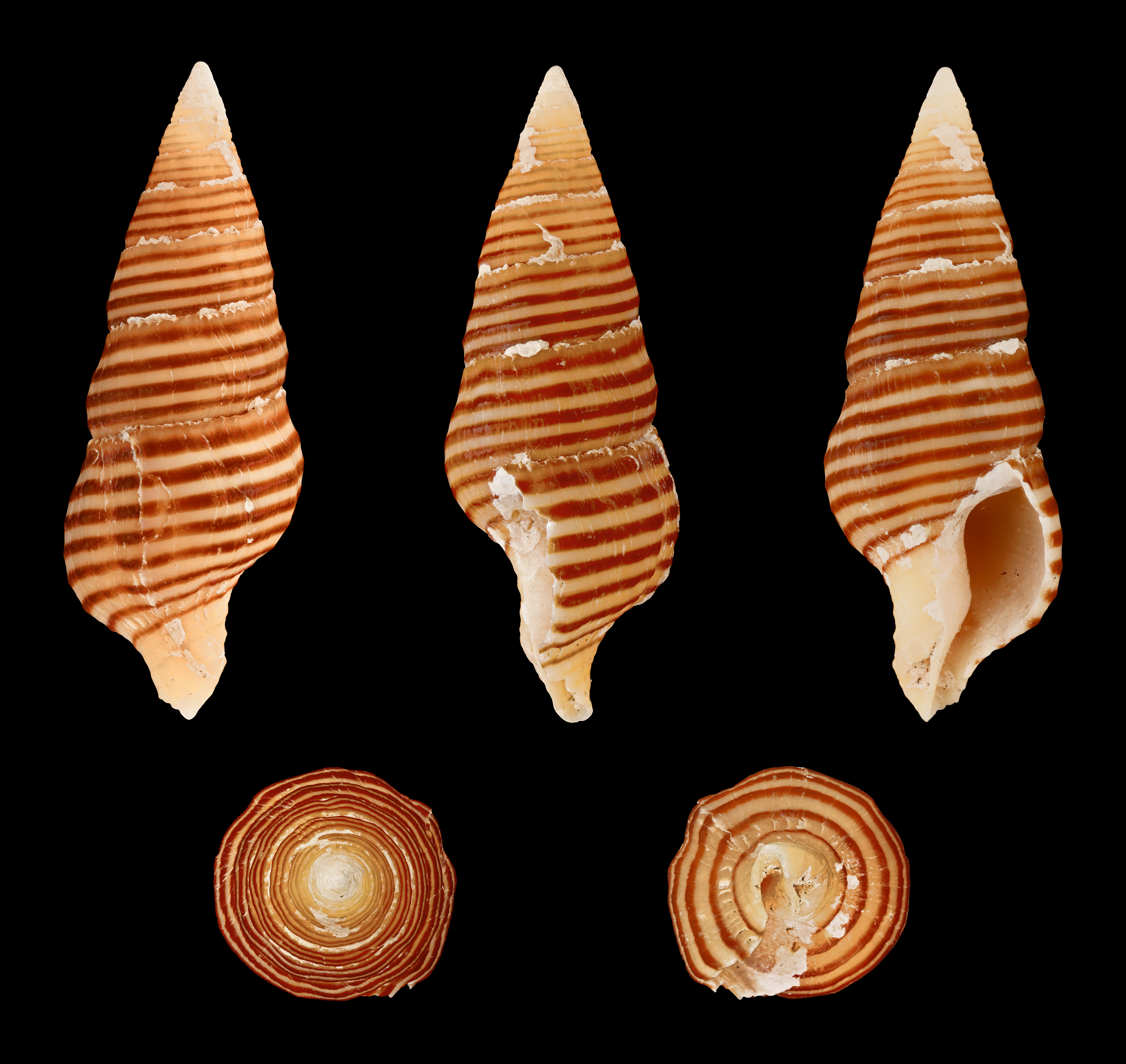
Turrilatirus turritus